# Максимовское (Тверская область)
Максимовское — деревня в Удомельском городском округе Тверской области.

## География
Деревня находится в северной части Тверской области на расстоянии приблизительно 33 км на северо-запад по прямой от железнодорожного вокзала города Удомля на берегу озера Максимовское.

## История
Впервые упоминается в 1836 году. К 1859 году принадлежала нескольким помещикам.
Дворов (хозяйств) было учтено 17 (1859), 18(1886), 29 (1911), 43 (1958), 24 (1986),13 (1999). В советский период истории работал колхоз «Искра» и подсобное хозяйство треста «Гидроэлектромонтаж». До 2015 года входила в состав Мстинского сельского поселения до упразднения последнего. С 2015 года в составе Удомельского городского округа.

## Население
Численность населения: 127 человек (1859), 115 (1886), 169(1911), 123 (1958), 35(1986), 26 (1999), 25 (русские 92 %) в 2002 году, 14 в 2010.